# Alexei Emiljewitsch Kontorowitsch

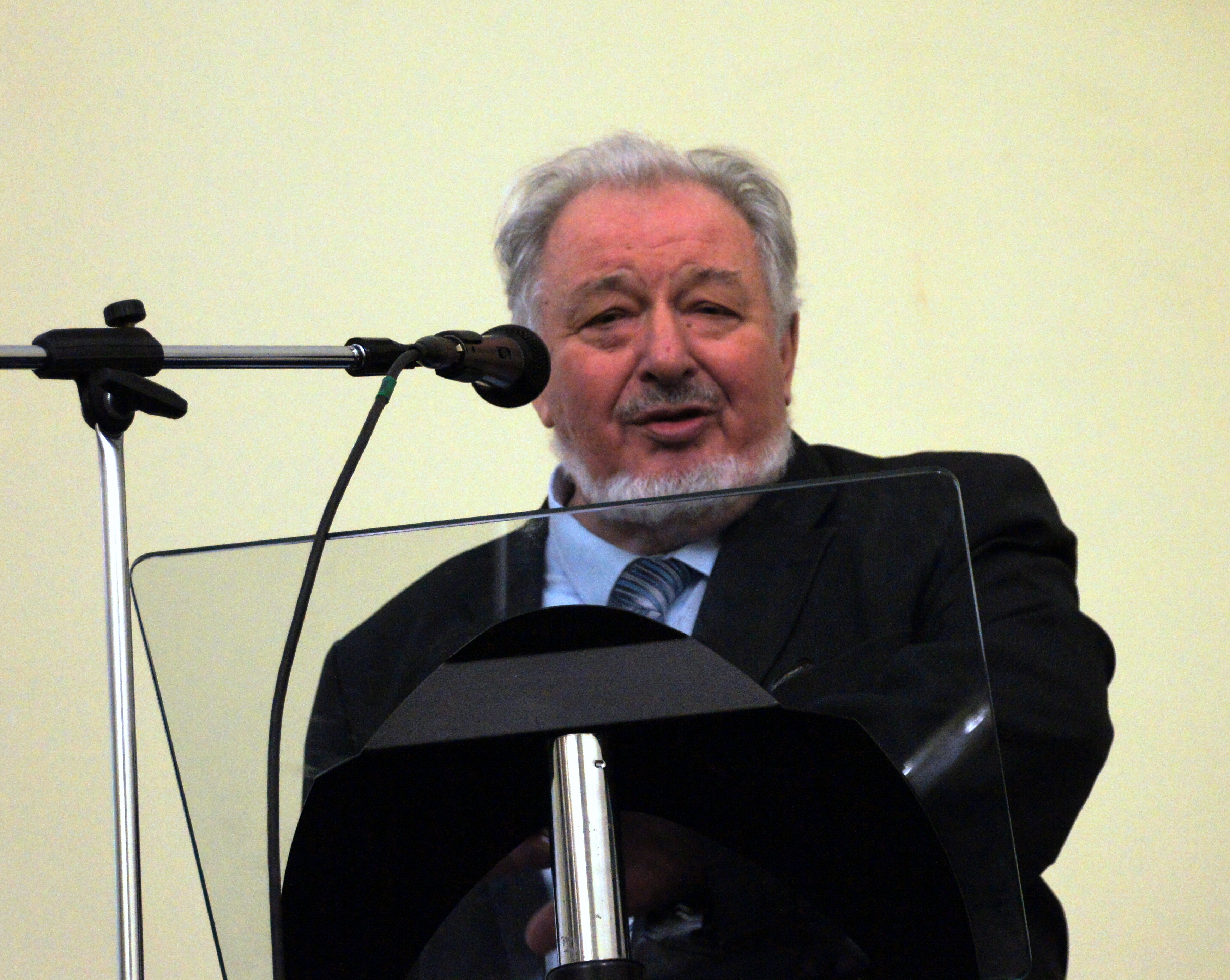
Alexei Emiljewitsch Kontorowitsch (2017)

Alexei Emiljewitsch Kontorowitsch (russisch Алексей Эмильевич Конторович; * 28. Januar 1934 in Charkow; † 24. Oktober 2023 in Nowosibirsk) war ein russischer Geologe und Geochemiker.

## Leben
Nach dem Studium an der Staatlichen Universität Tomsk mit Abschluss 1956 trat Kontorowitsch 1958 als Ingenieur in das Sibirische Forschungsinstitut für Geologie, Geophysik und Mineralische Rohstoffe in Nowosibirsk ein, in dem er zum wissenschaftlichen Mitarbeiter, Laboratoriumsleiter und Abteilungsleiter aufstieg. 1971 wurde er zum Doktor der geologisch-mineralogischen Wissenschaften promoviert. 1989 wurde er Vizedirektor des Institutes und Generaldirektor des Vereinigten Institutes für Geologie, Geophysik und Mineralogie der Sibirischen Abteilung (SO) der Akademie der Wissenschaften der UdSSR (AN-SSSR) (seit 1991 Russische Akademie der Wissenschaften (RAN)). 1990 wurde er Korrespondierendes Mitglied der AN-SSSR und 1991 Wirkliches Mitglied der RAN.
1997 wurde Kontorowitsch Direktor des Instituts für Erdölgeologie der SO-RAN in Nowosibirsk, aus dem 2006 das Trofimuk-Institut für Erdöl-Erdgas-Geologie und -Geophysik der SO-RAN wurde. Seit der Emeritierung war er wissenschaftlicher Leiter des Instituts und Berater der RAN. Dazu war er wissenschaftlicher Leiter des 1983 gegründeten Instituts für Kohle im 2015 gegründeten Föderalen Forschungszentrum für Kohle und Kohlechemie der SO-RAN in Kemerowo.
Kontorowitsch lieferte bedeutende Beiträge zur theoretischen und angewandten Geologie und Geochemie des Erdöls und Erdgases. Im Mittelpunkt standen die Entstehung der Erdöl- und Erdgas-Lagerstätten in Sibirien und ihre Evolution. Auf der Basis seiner Ergebnisse entwickelte er Methoden zur Vorhersage von Lagerstätten. Mit ihm wurden 1970–1980 komplexe Programme zur systematischen Untersuchung der geologischen Verhältnisse in Ost- und Westsibirien und in Jakutien durchgeführt. Ein besonderer Erfolg war die Bestätigung der zusammen mit Andrei Alexejewitsch Trofimuk und anderen entwickelten theoretischen Vorstellungen zum Erdöl- und Erdgas-Potential des Präkambriums am Beispiel des Sibirischen Kratons.
Kontorowitsch war verheiratet mit Jekaterina Alexandrowna und hatte zwei Söhne, Andrei sowie Wladimir, der seinem Vater nachfolgte.
Eine Lagerstätte in der Oblast Tomsk wurde nach Kontorowitsch benannt.
Er starb am 24. Oktober 2023 im Alter von 89 Jahren in Nowosibirsk.

## Ehrungen, Preise
- Gubkin-Preis der AN-SSSR (1974, 1984)[2]
- Bronzemedaille (1977), Silbermedaille (1984) und Goldmedaille (1985) der Allrussischen Landwirtschaftsausstellung
- Orden des Roten Banners der Arbeit (1981)[2]
- Verdienter Geologe der RSFSR (1988)
- Staatspreis der Russischen Föderation (1994)[2]
- Orden der Ehre (2000)[7]
- Preis der Regierung der Russischen Föderation (2002)[2]
- Verdienstorden für das Vaterland IV. Klasse (2004),[2] III. Klasse (2009), II. Klasse (2015)
- Triumph-Preis der nichtstaatlichen russischen Stiftung Triumph-Logowas Boris Abramowitsch Beresowskis (2005)[2][8]
- Demidow-Preis (2005)